# Los esperamos en la galería
Los esperamos en la galería (título original: Ci troviamo in galleria) es una película italiana de comedia y musical de 1953, dirigida por Mauro Bolognini, que a su vez la escribió junto a Fede Arnaud, Sandro Continenza, Lucio Fulci, Agenore Incrocci, Steno y Luigi Viganotti, musicalizada por Carlo Rustichelli, en la fotografía estuvo Marco Scarpelli y los protagonistas son Carlo Dapporto, Nilla Pizzi y Mario Carotenuto, entre otros. El filme fue realizado por Athena Cinematografica y Ente Nazionale Industrie Cinematografiche (ENIC); se estrenó el 13 de noviembre de 1953.

## Sinopsis
La cajera de una cafetería de Nápoles logra probar con la compañía de avanspettacolo, la cual se encuentra en el local. En unas horas, se transforma en una afamada cantante.